# Nobe
Nobe – estoński startup planujący bez powodzenia produkcję elektrycznych samochodów z siedzibą w Tallinnie, działający od 2017 roku. Należy do estońskiego przedsiębiorstwa SeaNest OÜ.

## Historia
W lutym 2017 roku estoński inżynier i przedsiębiorca branży spożywczej Roman Muljar założył przedsiębiorstwo SeaNest OÜ w stołecznym Tallinnie w formie spółki prywatnej. Za cel obrano produkcję elektrycznych samochodów pod marką Nobe z planem wdrożenia ich do produkcji seryjnej. Pierwszym samochodem zbudowanym przez estońską firmę był nietypowy, trójkołowy elektryczny samochód miejski w stylu retro pod nazwą Nobe 100, który przedstawiony został w sierpniu 2017 roku. W celu wdrożenia samochodu do produkcji zorganizowana została kampania crowdfundingowa, pozwalając na ręczny montaż pojazdów w wyremontowanej fabryce kupionej przez firmę w Tallinnie.

### Rzekomy pożar i kontrowersje
Domniemany pożar, jaki według doniesień właściciela startupu miał mieć miejsce w fabryce Nobe w 2019 roku, miał zniszczyć nie tylko komponenty do produkcji, ale i gotowe prototypy, co miało pokrzyżować plany produkcji małego samochodu 100. We wrześniu 2021 firma ogłosiła, że nie tylko wznawia swoje plany produkcji trójsamochodu pojazdu elektrycznego, ale i rozbudowuje swoje portfolio o niewielkiego pickupa, również utrzymanego w stylu retro, Nobe 500. Utworzony został amerykański oddział firmy, który w 2022 roku planował rozpocząć tutaj sprzedaż swoich pojazdów. 
Żadne z planów firmy nie doczekały się realizacji, a dotychczasowe opóźnienia, niezrealizowane terminy i opowieść o pożarze wzbudziły opór oraz rozgoryczenie wśród inwestorów. Doprowadziło to do utworzenia strony internetowej "Nobe Cars Investors", którzy zgromadzili swoje zarzuty wobec Romana Muljara, oskarżając go o pobicie jednego z inwestorów podczas scysji w 2022 roku na jednym z branżowych wydarzeń, sfabrykowanie pożaru z 2019 roku i oszustwa finansowe udokumentowane w jednym z programów w estońskiej telewizji. Przez kolejne 2 lata Nobe nie zrealizowało żadnych z zakładanych planów, a w 2024 roku domenę internetową firmy wrogo przejęli rogoryczeni inwestorzy zorganizowani wokół utworzonej w 2022 roku krytykującej Muljara witryny.

## Modele samochodów

### Historyczne
- 100 (2021)
- 500 (2021)
- 600 (2021)